# Ǧ̄
Ǧ̄ (minuscule : ǧ̄), appelé G caron macron, est une lettre latine utilisé dans la romanisation ISO 233-1 de l’alphabet arabe. Elle est composée d’un G diacrité d’un caron et d’un macron.

## Utilisation
Dans la romanisation ISO 233-1 de l’alphabet arabe, ‹ ǧ̄ › représente un jīm šadda ‹ جّ ›, le g caron ‹ ǧ › et le macron représentant respectivement le jīm et le šadda.

## Représentations informatiques
Le G caron macron peut être représenté avec les caractères Unicode suivants : 
- composé et normalisé NFC (latin étendu A, diacritiques) :

| formes    | représentations | chaînes de caractères | points de code | descriptions                                       |
| --------- | --------------- | --------------------- | -------------- | -------------------------------------------------- |
| majuscule | Ǧ̄               | Ǧ◌̄                    | U+01E6 U+0301  | lettre majuscule latine g caron diacritique macron |
| minuscule | ǧ̄               | ǧ◌̄                    | U+01E7 U+0301  | lettre minuscule latine g caron diacritique macron |

- décomposé et normalisé NFD (latin de base, diacritiques) :

| formes    | représentations | chaînes de caractères | points de code       | descriptions                                                   |
| --------- | --------------- | --------------------- | -------------------- | -------------------------------------------------------------- |
| majuscule | Ǧ̄               | G◌̌◌̄                   | U+0047 U+030C U+0304 | lettre majuscule latine g diacritique macron diacritique caron |
| minuscule | ǧ̄               | g◌̌◌̄                   | U+0067 U+030C U+0304 | lettre minuscule latine g diacritique macron diacritique caron |

## Sources
- (en) Thomas T. Pederson, Transliteration of Arabic, 2.2, 2008 (lire en ligne)